# Oederan
Oederan ist eine Kleinstadt im sächsischen Landkreis Mittelsachsen.

## Geographie
Die Stadt Oederan liegt auf halbem Weg zwischen Chemnitz und Freiberg am Nordrand des Erzgebirges. Durch die Stadt fließt der Hetzbach, ein Nebenfluss der Flöha.

### Nachbargemeinden
| Frankenberg  | Hainichen                                   | Oberschöna                 |
| Flöha        | Kompassrose, die auf Nachbargemeinden zeigt | Oberschöna Brand-Erbisdorf |
| Augustusburg | Leubsdorf                                   | Eppendorf                  |

Alle Nachbargemeinden gehören dem Landkreis Mittelsachsen an.

### Stadtgliederung
Zu Oederan gehören neben dem Hauptort die Ortsteile:
| - Breitenau - Börnichen - Frankenstein - Gahlenz - Görbersdorf - Hartha | - Hetzdorf - Kirchbach - Lößnitztal - Memmendorf - Schönerstadt - Wingendorf |

## Geschichte

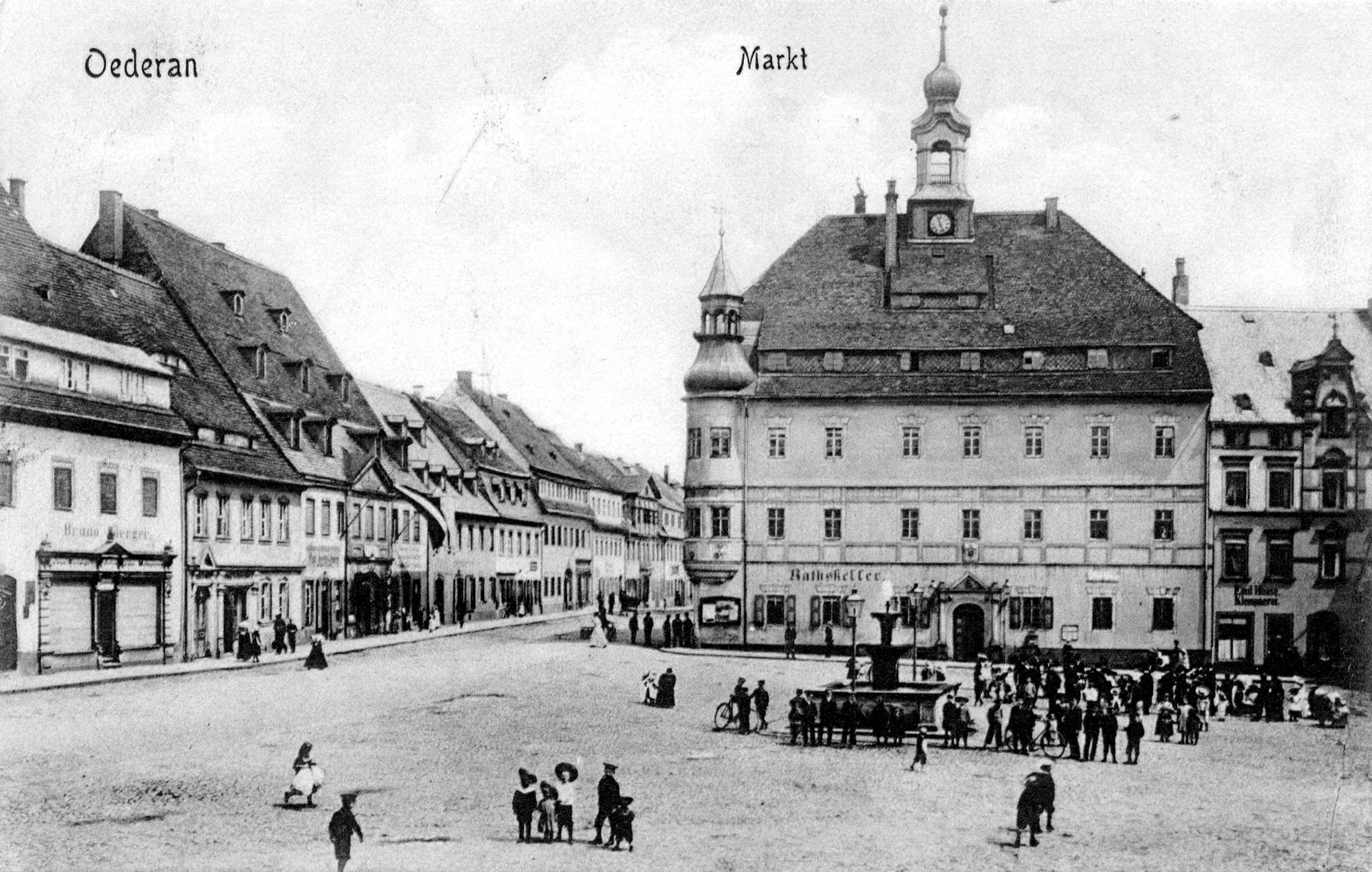
Markt und Rathaus um 1900

Im 12. Jahrhundert legten Bauern als Vorläufer der Stadt ein Waldhufendorf an. Der Sage nach erhielt die Stadt ihren Namen nach einem Kaufmann Ranius und einer Inschrift auf seinem Grabe „Edda Ranio“ (also Edda dem Ranius). 1286 wurde der Ort urkundlich und 1292 erstmals als Stadt erwähnt. Grabungen haben ergeben, dass Oederan mindestens seit der ersten Hälfte des 13. Jahrhunderts existierte. Die bedeutendsten Gewerbe seit dem Mittelalter waren die Tuchmacherei (1457) und die Leinenweberei (1507). 1583 erhielt die Stadt vom Kurfürsten August I. von Sachsen das Privileg einer „Freien Bergstadt“. Der Ort gehörte ab 1590 zum Amt Augustusburg.
In Oederan sind 1529 in den Hexenverfolgungen sechs Verfahren wegen Hexerei und Zauberei belegt. Mindestens eine Frau wurde in den Hexenprozessen hingerichtet, einige Schicksale sind unbekannt. In den Ortsteilen Schönerstadt und Gahlenz gerieten 1529–1678 sechs Personen in Hexenprozesse, zwei starben in der Folter und zwei wurden mit Landesverweis bestraft.
Auf der Udohöhe bei Schönerstadt (496 m NN) wurde in den 1860er-Jahren eine Station 1. Ordnung der Königlich-Sächsischen Triangulation, eine Vermessungssäule errichtet, die noch heute vorhanden ist.
Gegen Ende des Zweiten Weltkrieges im September 1944 wurde in der Nähe der heutigen Zwirnfirma „Nähfaden“ ein Frauenaußenlager des KZ Flossenbürg errichtet, in dem mehr als 500 jüdische Frauen und Mädchen in einem Teilwerk der Auto Union AG Chemnitz (Tarnname: Agricola GmbH) Zwangsarbeit verrichten mussten. Sie wurden aus Auschwitz-Birkenau nach Oederan deportiert und durchliefen vorher zum größten Teil das Ghetto Łódź, Theresienstadt sowie das KZ Płaszów. Am 14. April 1945 werden die Frauen in Viehwaggons in Richtung Böhmen evakuiert und nach längerer Irrfahrt in Theresienstadt von der Roten Armee befreit.

### Gedenkstätten
- Gedenktafel an einer Baracke des ehemaligen KZ-Außenlagers zur Erinnerung an die Leiden der Häftlings-Frauen
- Gedenkanlage auf dem Ortsfriedhof zur Erinnerung an drei namentlich bekannte weibliche jüdische KZ-Häftlinge, die 1944 und 1945 im KZ-Außenlager starben
- Ehrenmal am Teichplan für alle Opfer des Faschismus
- Den Namen des sozialdemokratischen und später kommunistischen Stadtverordneten Johannes Mosch, der 1944 von der Gestapo zu Tode gefoltert wurde, trug in der DDR-Zeit das Kulturhaus der Stadt
- Haus der Geschichte im Kreuzgang, dokumentiert das Unterdrückungssystem in der sowjetischen Besatzungszeit und in der DDR und erinnert an die über 50 Oederaner, die in dieser Zeit verhaftet wurden, mindestens 15 von ihnen verstarben in den Lagern[5]

### Eingemeindungen
Die heutige Stadt Oederan setzt sich aus der Stadt und 13 früher selbstständigen Gemeinden zusammen.
| Ehemalige Gemeinde                        | Datum          | Anmerkung                       |
| ----------------------------------------- | -------------- | ------------------------------- |
| Börnichen                                 | 1. Januar 1974 |                                 |
| Breitenau                                 | 1. Januar 1997 |                                 |
| Frankenstein                              | 1. Januar 2012 |                                 |
| Gahlenz                                   | 1. Januar 2007 |                                 |
| Görbersdorf                               | 1. Januar 1974 |                                 |
| Hartha                                    | 1. Januar 1974 | Eingemeindung nach Frankenstein |
| Hetzdorf                                  | 1. April 1927  | Eingemeindung nach Breitenau    |
| Hohelinde                                 | 1864           |                                 |
| Kirchbach                                 | 1. Januar 1994 |                                 |
| Memmendorf                                | 1. Januar 1994 | Eingemeindung nach Frankenstein |
| Schönerstadt                              | 1. Januar 1994 |                                 |
| Thiemendorf (mit Werksiedlung Lößnitztal) | 1. Januar 1921 | Eingemeindung nach Breitenau    |
| Wingendorf                                | 1. Januar 1974 | Eingemeindung nach Frankenstein |

### Einwohnerentwicklung
Folgende Einwohnerzahlen beziehen sich auf den 31. Dezember des voranstehenden Jahres mit Gebietsstand Januar 2010:
| 1982 bis 1988 - 1982 – 9.618 - 1983 – 9.555 - 1984 – 9.477 - 1985 – 9.491 - 1986 – 9.459 - 1987 – 9.528 - 1988 – 9.457 | 1989 bis 1995 - 1989 – 9.423 - 1990 – 9.196 - 1991 – 9.092 - 1992 – 8.968 - 1993 – 8.900 - 1994 – 8.862 - 1995 – 8.800 | 1996 bis 2002 - 1996 – 8.846 - 1997 – 8.759 - 1998 – 8.666 - 1999 – 8.599 - 2000 – 8.504 - 2001 – 8.423 - 2002 – 8.338 | 2003 bis 2009 - 2003 – 8.200 - 2004 – 8.081 - 2005 – 7.955 - 2006 – 7.913 - 2007 – 7.832 - 2008 – 7.739 - 2009 – 7.625 | 2010 bis 2014 - 2010 – 7.558 - 2012 – 8.366 - 2013 – 8.258 - 2014 – 8.275 |

Im eigentlichen Stadtgebiet wohnten Stand 30. Juni 2014 insgesamt 4.149 Einwohner.

## Politik

### Stadtrat
Seit der Gemeinderatswahl am 9. Juni 2024 verteilen sich die 21 Sitze des Stadtrates folgendermaßen auf die einzelnen Gruppierungen:
- CDU: 7 Sitze
- AfD: 6 Sitze
- Freie Wähler: 5 Sitze
- Oederander parteilose Wählervereinigung: 1 Sitz (Ein Sitz bleibt wegen Erschöpfung der Liste unbesetzt.)
- Linke.: 1 Sitz
- Grüne: 1 Sitz

| Stadtrat ab 2024Insgesamt 21 Sitze - Linke: 1 - Grüne: 1 - OpW: 1 - FW: 5 - CDU: 7 - AfD: 6 Ein Sitz der Oederaner parteilosen Wählervereinigung bleibt unbesetzt. Der Stadtrat verkleinert sich entsprechend. | Liste                                  | 2024   | 2024   | 2019   | 2019   | 2014   | 2014   |
| Stadtrat ab 2024Insgesamt 21 Sitze - Linke: 1 - Grüne: 1 - OpW: 1 - FW: 5 - CDU: 7 - AfD: 6 Ein Sitz der Oederaner parteilosen Wählervereinigung bleibt unbesetzt. Der Stadtrat verkleinert sich entsprechend. | Liste                                  | Sitze  | in %   | Sitze  | in %   | Sitze  | in %   |
| Stadtrat ab 2024Insgesamt 21 Sitze - Linke: 1 - Grüne: 1 - OpW: 1 - FW: 5 - CDU: 7 - AfD: 6 Ein Sitz der Oederaner parteilosen Wählervereinigung bleibt unbesetzt. Der Stadtrat verkleinert sich entsprechend. | CDU                                    | 7      | 33,0   | 5      | 23,0   | 8      | 35,6   |
| Stadtrat ab 2024Insgesamt 21 Sitze - Linke: 1 - Grüne: 1 - OpW: 1 - FW: 5 - CDU: 7 - AfD: 6 Ein Sitz der Oederaner parteilosen Wählervereinigung bleibt unbesetzt. Der Stadtrat verkleinert sich entsprechend. | AfD                                    | 6      | 29,1   | 5      | 23,3   | –      | –      |
| Stadtrat ab 2024Insgesamt 21 Sitze - Linke: 1 - Grüne: 1 - OpW: 1 - FW: 5 - CDU: 7 - AfD: 6 Ein Sitz der Oederaner parteilosen Wählervereinigung bleibt unbesetzt. Der Stadtrat verkleinert sich entsprechend. | Freie Wähler                           | 5      | 23,6   | 10     | 44,7   | 9      | 39,4   |
| Stadtrat ab 2024Insgesamt 21 Sitze - Linke: 1 - Grüne: 1 - OpW: 1 - FW: 5 - CDU: 7 - AfD: 6 Ein Sitz der Oederaner parteilosen Wählervereinigung bleibt unbesetzt. Der Stadtrat verkleinert sich entsprechend. | Oederaner parteilose Wählervereinigung | 1      | 7,2    | –      | –      | –      | –      |
| Stadtrat ab 2024Insgesamt 21 Sitze - Linke: 1 - Grüne: 1 - OpW: 1 - FW: 5 - CDU: 7 - AfD: 6 Ein Sitz der Oederaner parteilosen Wählervereinigung bleibt unbesetzt. Der Stadtrat verkleinert sich entsprechend. | Linke                                  | 1      | 4,1    | 2      | 9,0    | 3      | 13,8   |
| Stadtrat ab 2024Insgesamt 21 Sitze - Linke: 1 - Grüne: 1 - OpW: 1 - FW: 5 - CDU: 7 - AfD: 6 Ein Sitz der Oederaner parteilosen Wählervereinigung bleibt unbesetzt. Der Stadtrat verkleinert sich entsprechend. | Grüne                                  | 1      | 3,0    | –      | –      | –      | –      |
| Stadtrat ab 2024Insgesamt 21 Sitze - Linke: 1 - Grüne: 1 - OpW: 1 - FW: 5 - CDU: 7 - AfD: 6 Ein Sitz der Oederaner parteilosen Wählervereinigung bleibt unbesetzt. Der Stadtrat verkleinert sich entsprechend. | Bürgerinitiative „Freie Wähler“        | –      | –      | –      | –      | 2      | 8,7    |
| Stadtrat ab 2024Insgesamt 21 Sitze - Linke: 1 - Grüne: 1 - OpW: 1 - FW: 5 - CDU: 7 - AfD: 6 Ein Sitz der Oederaner parteilosen Wählervereinigung bleibt unbesetzt. Der Stadtrat verkleinert sich entsprechend. | SPD                                    | –      | –      | –      | –      | –      | 2,5    |
| Stadtrat ab 2024Insgesamt 21 Sitze - Linke: 1 - Grüne: 1 - OpW: 1 - FW: 5 - CDU: 7 - AfD: 6 Ein Sitz der Oederaner parteilosen Wählervereinigung bleibt unbesetzt. Der Stadtrat verkleinert sich entsprechend. | Wahlbeteiligung                        | 75,2 % | 75,2 % | 68,8 % | 68,8 % | 55,9 % | 55,9 % |

### Bürgermeister
- um 1580 Andreas Fiedler[15]
- 1606 Joh. Holzmüller[16]
- 1631 Gabriel Holzmüller[17]
- 1638 Tobias Fiedler[17]
- um 1700 Moses Creutziger[18]
- 1723 Matthaei[19]
- 1747 Müller[20]
- 1813 Adolph Gottlob Fiedler[21]
- 1832–1837 Carl Gottfried Kieber[22]
- 1837–1839 Christian Friedrich Nörpel[22]
- März 1839 bis 30. Dezember 1848 Carl Friedrich Metzler[23][22]
- 30. Dezember 1848 bis 13. Juli 1853 Esaias Louis Richter[22]
- 13. Juli 1853 bis 3. November 1858 Otto Kohl[24][22]
- 3. November 1853–1890 Franz Messerschmied[25][26][22]
- 1890–1892 Max Apelt[22]
- 1892–1915 Johannes Immanuel Schoene[22]
- 30. August 1915 – 1919 Walter Zwingenberger[22]
- ?–17. März 1925 Walter Darschau[22]
- 3. November 1925 – ? Kurt Oehmig[27][22]
- 30. Januar 1930 – 1937 Martin Gölker[22]
- 1. Februar 1938 – 1945 Fritz Hertsch
- 12. September 1945 – 1949 Alfred Knorn[28]
- 1950–1952 Horst Kunke
- 1952–1955 Siegfried Langer
- 1956–1958 Walter Queck
- 1. Februar 1959 bis 31. Januar 1967 Max Hinkelmann
- 1967–1978 Hans Kräker
- 1979–1990 Heinz Walter Weber
- 1990–2008 Gernot Krasselt (CDU)
- seit 2008 Steffen Schneider (Freie Wähler)

Seit dem 1. August 2008 ist Steffen Schneider (Freie Wähler) Bürgermeister der Stadt Oederan. Schneider wurde zuletzt am 12. Juni 2022 mit 55,2 % erneut zum Bürgermeister gewählt.
| Wahl | Bürgermeister     | Vorschlag | Wahlergebnis (in %) |
| ---- | ----------------- | --------- | ------------------- |
| 2022 | Steffen Schneider | FW        | 55,2                |
| 2015 | Steffen Schneider | FW        | 63,2                |
| 2008 | Steffen Schneider | FW        | 74,9                |
| 2001 | Gernot Krassselt  | CDU       | 76,3                |

### Städtepartnerschaften
- Achères in Frankreich
- Großkrotzenburg in Hessen

## Religionen
Die Stadtkirche Oederan, deren Geschichte auf das 13. Jahrhundert zurückgeht, ist seit Einführung der Reformation in Oederan im Jahre 1537 evangelisch-lutherisch und gehört zum Kirchenbezirk Marienberg der Evangelisch-Lutherischen Landeskirche Sachsens.
Auf römisch-katholischer Seite gibt es in Oederan die Anfang der 1930er-Jahre errichtete Filialkirche „Maria von der immerwährenden Hilfe“, die zur Gemeinde St. Theresia in Flöha gehört. Seit 2020 ist die Gemeinde Flöha mit Oederan Teil der Katholischen Pfarrei St. Johannis der Evangelist Freiberg. Die Pfarrei gehört zum Bistum Dresden-Meißen.

## Kultur und Sehenswürdigkeiten

### Tourismus
Eine der größten und bekanntesten Sehenswürdigkeiten des Ortes ist das „Klein-Erzgebirge“, der älteste Miniaturenpark Deutschlands. In einer Parkanlage sind im Miniaturmaßstab 1:25 etwa 205 Sehenswürdigkeiten des Erzgebirges sowie ganz Sachsens und Nordböhmens nachgebaut worden.

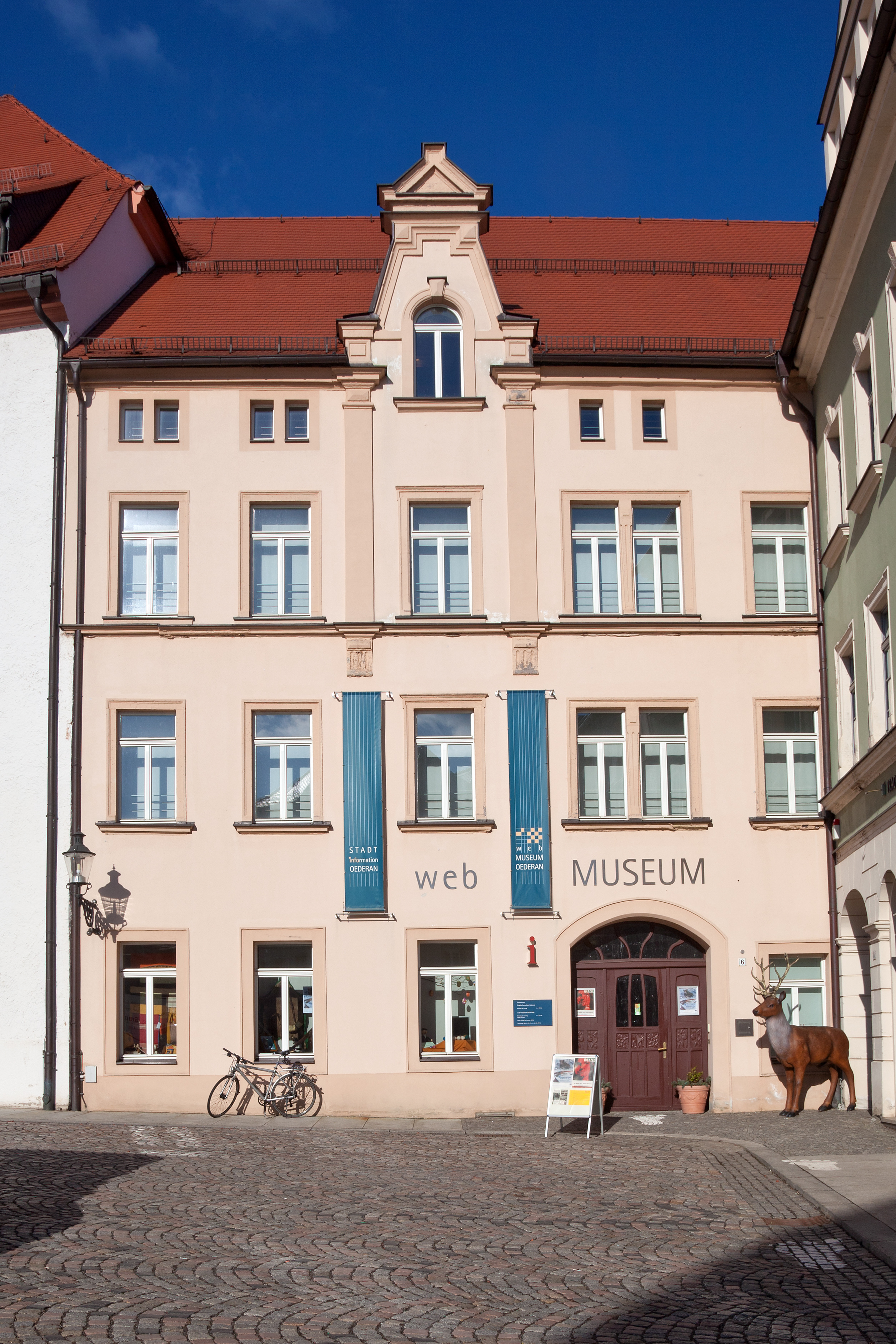
webMUSEUM

Im Jahr 2006 wurden die „Märchenhaften Wasserwelten“ als prämierte Idee des Städtewettbewerb „Ab durch die Mitte“ eröffnet. Hierbei handelt es sich um einen Erlebnispfad mit Wassertechnik, z. B. einem Wasserrad, Wasserpumpe und einer archimedischen Schraube, der als Verbindung vom „Klein-Erzgebirge“ zur Altstadt dient. 2022 wurde ein „Essbarer Wildpflanzenpark“ in Stadtpark, Stadtwald und Teilen der Innenstadt beschildert, für den auch Führungen angeboten werden. Diese Idee wurde mit einem ersten Preis im Städtewettbewerb ausgezeichnet.
Neben dem Rathaus ist seit 2004 ein Museum für Weberei, zunächst als „webMUSEUM Oederan“ benannt, eingerichtet. Hier können sich Besucher am Weben an einem frühneuzeitlichen Webstuhl versuchen. Zudem wird darin auf die von der Industrialisierung bis zur politischen Wende 1989/90 bedeutende örtliche Textilindustrie Bezug genommen, die inzwischen in Brachen liegt oder umgenutzt wurde.

### Bauwerke
Im Ort steht eine Kursächsische Halbmeilensäule.
Das wichtigste ältere Bauwerk Oederans ist die gotische Stadtkirche Oederan, die im Zeitalter des Historismus überformt wurde. In ihr befindet sich eine Orgel von Gottfried Silbermann aus dem Jahre 1727.
Überregional bedeutend ist außerdem das Renaissance-Rathaus mit einem verzierten Eckerker. Das Gebäude wurde im Barock stark verändert. Markant ist der vom Freiberger Ratszimmermeister Johann Gottlieb Ohndorff errichtete Dachreiter.
Eine weitere Einrichtung im Ort ist die Volkskunstschule. In einem sanierten ehemaligen Spital können Kinder kreativ basteln und spielen, oder sich künstlerisch beim Schnitzen und Malen betätigen. Aber auch für Erwachsene bieten sich einige Möglichkeiten, wie etwa das Töpfern an.
Hervorzuheben sind weiterhin das denkmalgeschützte Gerichtsgebäude und das historische Empfangsgebäude der Nähgarnproduktion.

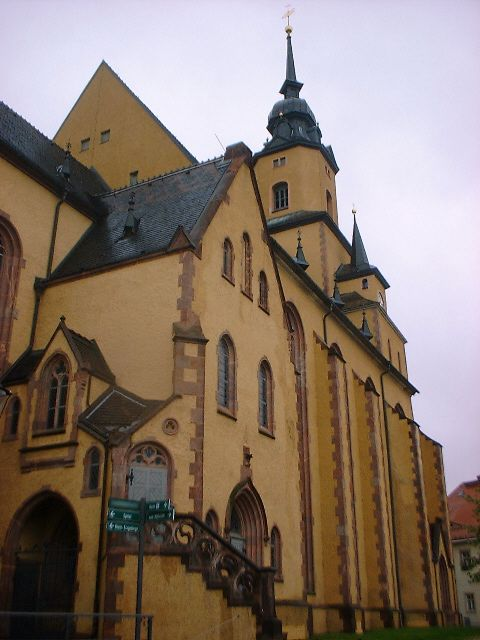
Stadtkirche in Oederan
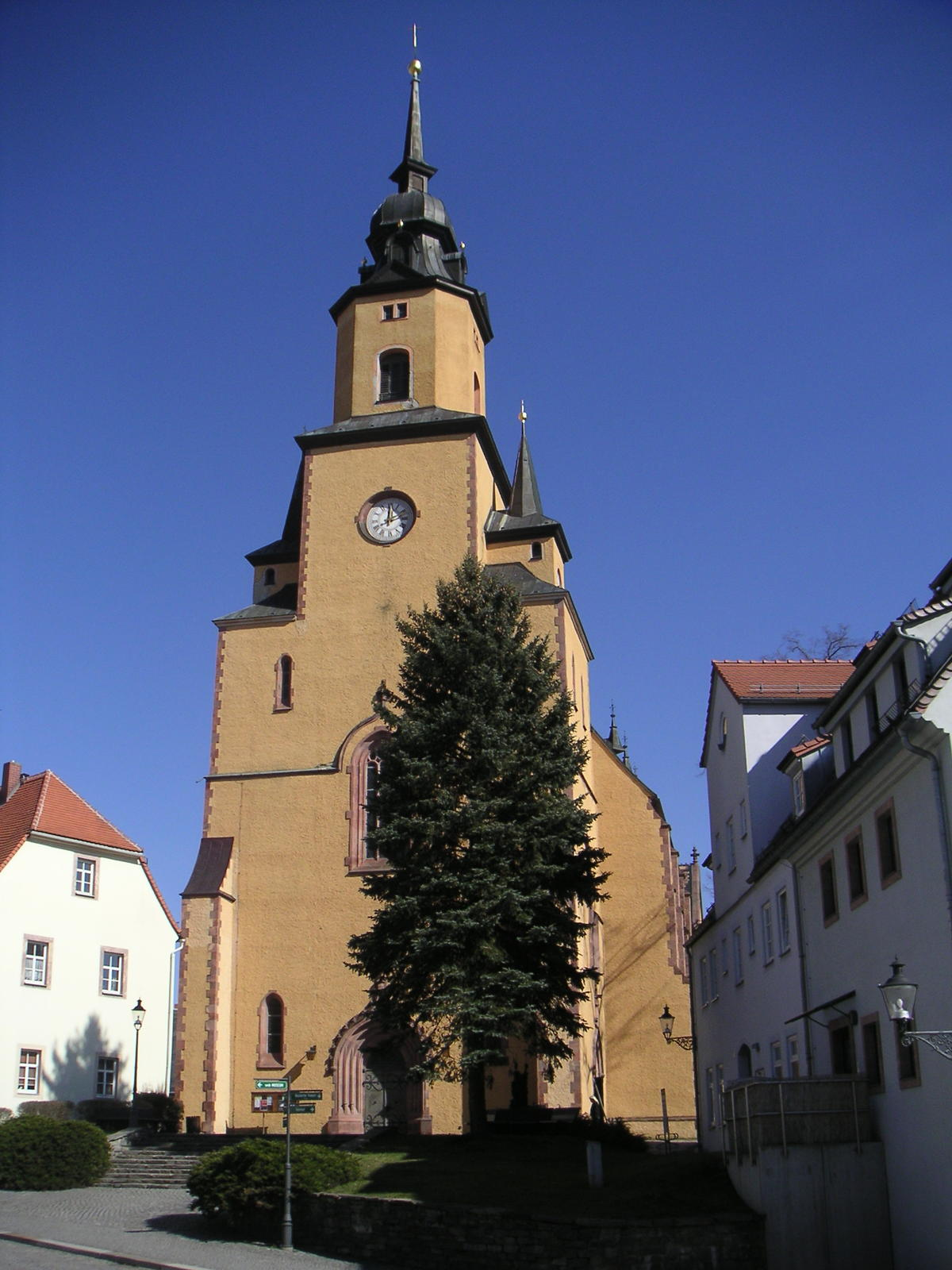
Stadtkirche
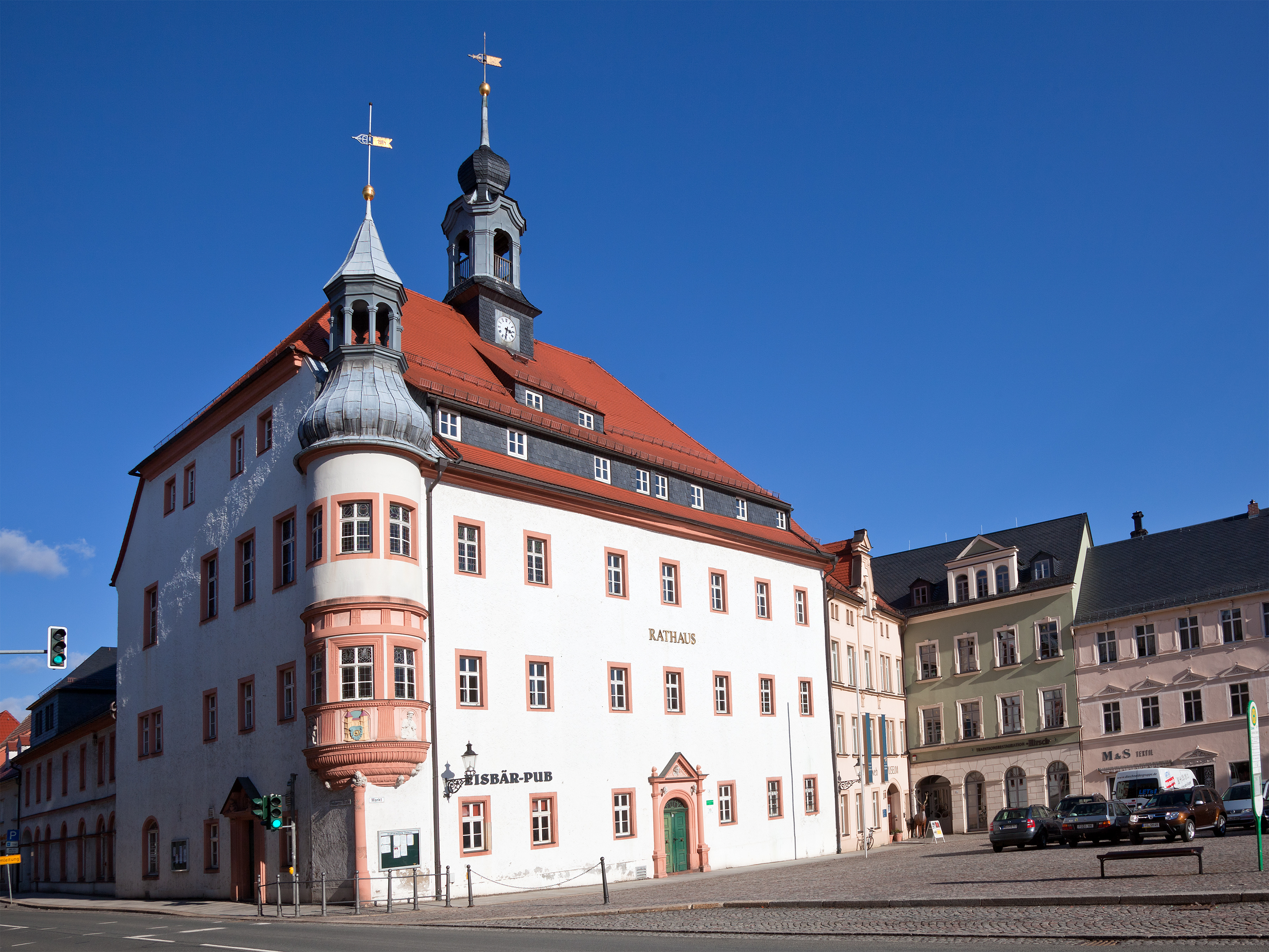
Rathaus Oederan
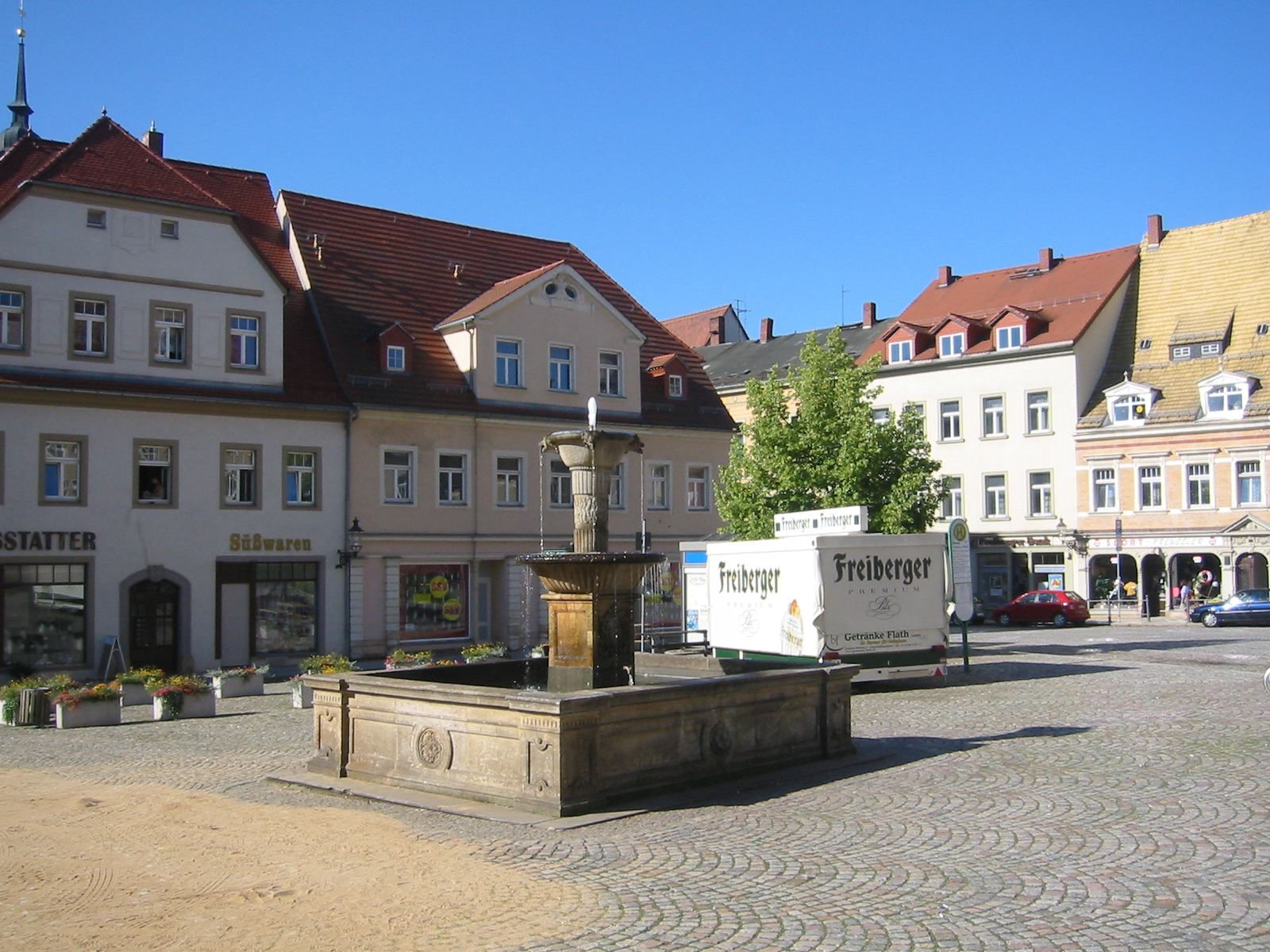
Marktplatz in Oederan
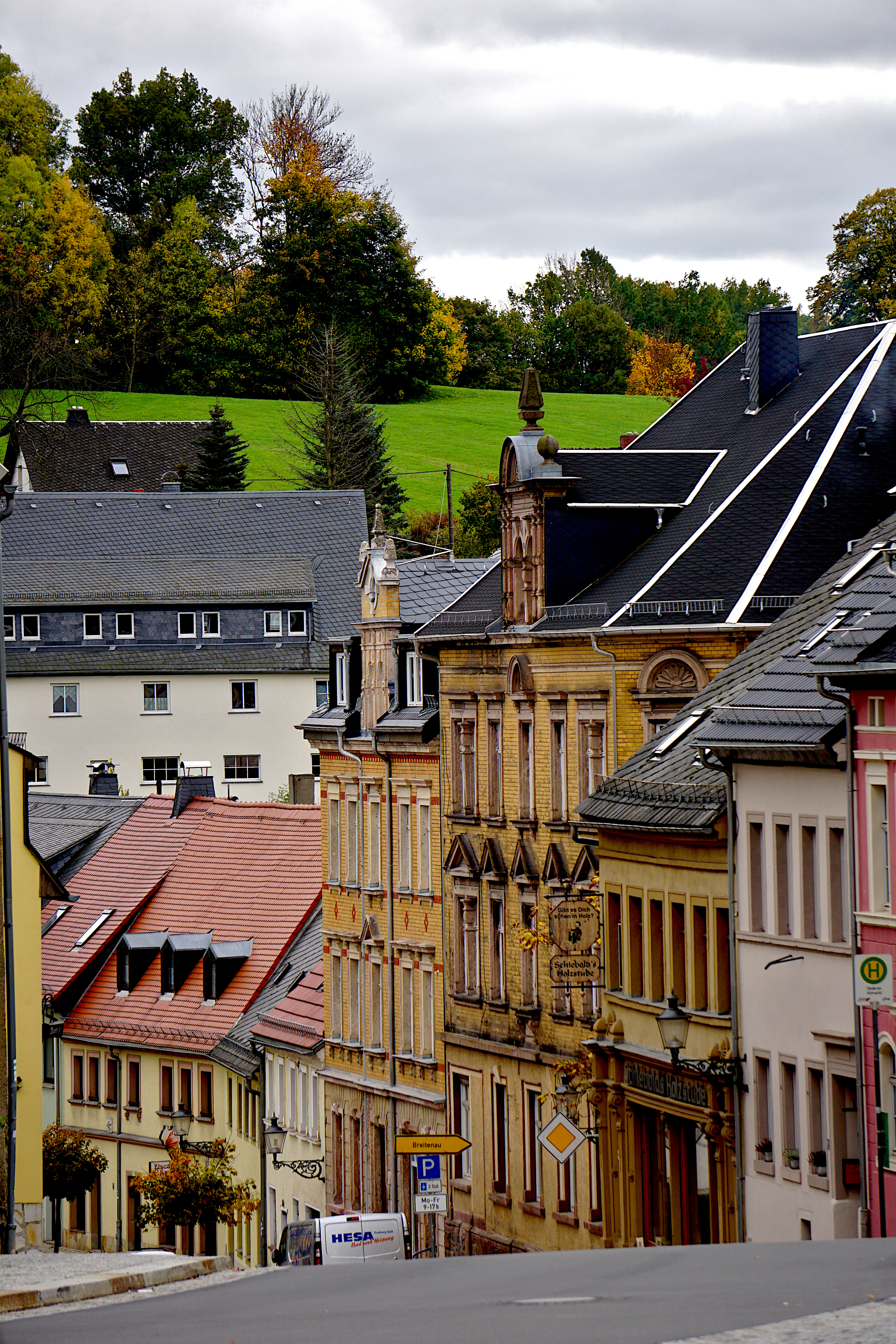
Häuser an der Langen Straße in Oederan

## Sport und Freizeit
Im Ort wurde Mitte der 1990er Jahre das Erlebnisbad Oederan aus dem seit den 1920er Jahren bestehenden Freibad gebaut. Der Oederaner SC ist der bekannteste Fußballklub des Ortes.
Den bis heute bestehenden Oederaner Handballverein gibt es seit 1926.
An der TSG Oederan gibt es u. a. Fechten und Judo.

## Infrastruktur

### Verkehr

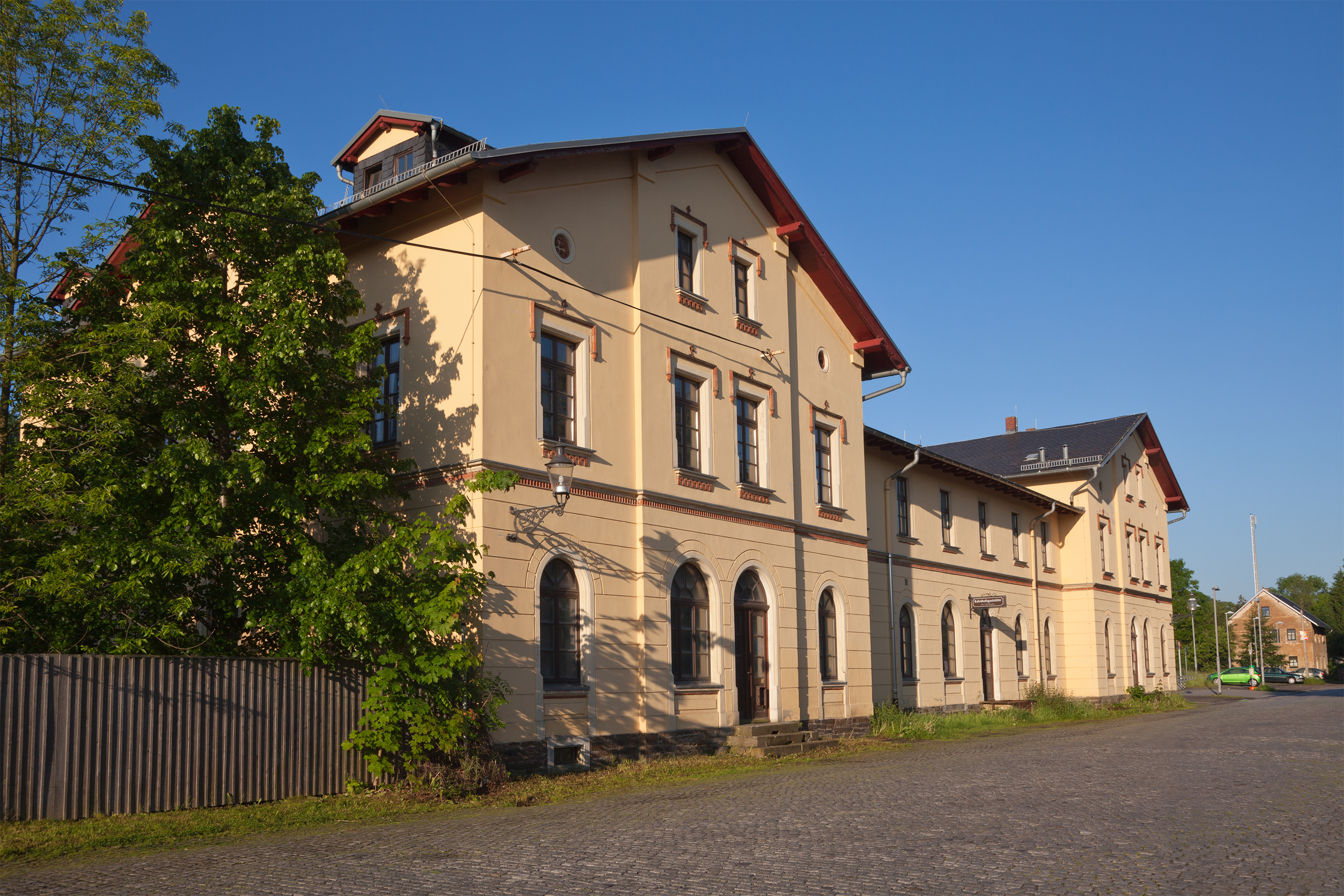
Bahnhof

Oederan hat einen Bahnhof an der Bahnstrecke Dresden–Werdau (Teil der Sachsen-Franken-Magistrale). Dieser wird im Stunden-Takt von der RB-Linie 30 Dresden–Zwickau bedient. Chemnitz Hbf erreicht man in 20 Minuten, Dresden Hbf in 59 Minuten und Zwickau Hbf in 70 Minuten. Seit Dezember 2014 hält kein Regionalexpress am Bahnhof in Oederan.
Dass die Bahnstrecke zwischen Chemnitz und Freiberg über Oederan führt (obwohl es die damals ungünstigste Variante war) und nicht über Frankenberg und Hainichen, hat die Stadt ihrem Bürgermeister Franz Messerschmied zu verdanken. Sein harter Kampf, auch als Landtagsabgeordneter, gipfelte 1864 in einer Abstimmung des Landtags, bei dem man sich mit 46 zu 32 Stimmen für Oederan entschied. Frankenberg und Hainichen wurden mit einer Nebenstrecke entschädigt.
Außerdem verläuft die Bundesstraße 173 durch Oederan, über welche man in westlicher Richtung Chemnitz (22 km), sowie in östlicher Richtung Freiberg (15 km) und Dresden (50 km) erreicht. Über die Autobahn A 4, Abfahrten Hainichen oder Frankenberg/Sa., erreicht man die Stadt innerhalb einer halben Stunde.

### Bildung
- Grundschule Oederan
- Oberschule Oederan
- Volkskunstschule Oederan
- Gymnasium Oederan (1992 bis 2001)